# Émile Ignat
Émile Ignat (Coye-la-Forêt, 21 de març de 1909 - Clichy-la-Garenne, 28 de juny de 1981) va ser un ciclista francès, que fou professional del 1932 al 1951.

## Palmarès
- 1936
  - 1r a la Paris-Caen
  - 1r als Sis dies de Chicago (amb Émile Diot)
- 1937
  - 1r als Sis dies de Chicago (amb Émile Diot)
- 1941
  - 1r al Premi Dupré-Lapize (amb Jean Goujon)
- 1944
  - 1r al Premi Dupré-Lapize (amb Robert Chapatte)
- 1946
  - 1r als Sis dies de Buenos Aires (amb Gilbert Doré)